# Кізвар
Кізва́р (рос. Кизварь) — починок у складі Увинського району Удмуртії, Росія.

## Населення
Населення — 139 осіб (2010; 179 в 2002).
Національний склад станом на 2002 рік:
- удмурти — 72 %

## Урбаноніми[3]
- вулиці — Праці, Тваринників